# Leonhard Christoph Sturm
Pour les articles homonymes, voir Sturm.
Leonhard Christoph Sturm est un architecte allemand, fils de Johann Christoph Sturm, né à Altdorf le 5 novembre 1669, mort à Gustow le 6 juin 1719. 
Il exerça le professorat à Leipzig, à Wolfenbuttel et à Francfort-sur-l’Oder, et fut ensuite nommé par le duc de Mecklembourg conseiller et intendant général de ses bâtiments. 

## Œuvres
Le principal ouvrage de Sturm est intitulé : Idée et abrégé de l’architecture civile et militaire (Augsbourg, 1718-1720, in-fol., 16 part.). 
Parmi les autres ouvrages de Sturm, on cite les suivants : 
- Introduction à l’architecture civile de Nicol. Goldmann (Wolfenbuttel, 1076, in-fol.) ;
- Traité d’architecture militaire (Nuremberg, 1702, in-4° ; nouv. éd. corrig. et augm., Nuremberg, 1719) ;
- Introduction à l’architecture militaire (Francfort, 1703, in-8°) ;
- le Véritable Vauban (La Haye, 1708, in-8°) ;
- Parallèle des systèmes de fortification de Vauban, Cohorn et Bimpler (Augsbourg, 1718, in-fol.).

V. Mémoire sur la vie et les ouvrages de Sturm, dans la Bibliothèque germanique (t. XXVII, p. 62-85).

## Source
« Leonhard Christoph Sturm », dans Pierre Larousse, Grand dictionnaire universel du XIXe siècle, Paris, Administration du grand dictionnaire universel, 15 vol., 1863-1890 [détail des éditions].